# SN 1953I
SN 1953I – supernowa odkryta 16 sierpnia 1953 roku w galaktyce M+01-56-15. W momencie odkrycia miała maksymalną jasność 18,50m.